# Phytocoris chemehuevi
Phytocoris chemehuevi är en insektsart som beskrevs av Stonedahl 1988. Phytocoris chemehuevi ingår i släktet Phytocoris och familjen ängsskinnbaggar. Inga underarter finns listade i Catalogue of Life.